# Lophodactylus rex
Lophodactylus rex är en spindeldjursart som först beskrevs av With 1908.  Lophodactylus rex ingår i släktet Lophodactylus och familjen tvåögonklokrypare. Inga underarter finns listade i Catalogue of Life.